# La Chapelle-du-Fest
La Chapelle-du-Fest era una comuna francesa, que estaba situada en el departamento de Mancha, de la región de Normandía, que en 1973 pasó a formar parte de la comuna de Saint-Amand como comuna asociada.

## Historia
El 1 de enero de 2017, la comuna asociada de La Chapelle-du-Fest fue suprimida cuando la comuna de Saint-Amand pasó a ser una comuna delegada de la comuna nueva de Saint-Amand-Villages.

## Demografía
| Gráfica de evolución demográfica de La Chapelle-du-Fest entre 1800 y 1968 |
|                                                                           |

Los datos demográficos contemplados en este gráfico de la comuna de La Chapelle-du-Fest se han cogido de 1800 a 1968 de la página francesa EHESS/Cassini.